# Сфагнове болото (заказник)
Сфагнове болото — ботанічний заказник місцевого значення. Об'єкт розташований на території Черкаського району Черкаської області, квартал 292, виділ 3 Тясминського лісництва.
Площа — 0,5 га, статус отриманий у 1986 році.